# Eleonora Kalkowska
Eleonora Kalkowska pseud. Ire ad Sol (ur. 22 czerwca 1883 w Warszawie, zm. 21 lipca 1937 w Bernie) – polsko-niemiecka pisarka i aktorka.

## Życiorys
Była córką polskiego architekta Emila Kalkowskiego i jego pochodzącej z Kurlandii żony Marii. Była wychowywana dwujęzycznie, po polsku i niemiecku. Po przedwczesnym zgonie ojca zamieszkała z matką we Wrocławiu, potem w Petersburgu. 
Po ukończeniu szkoły średniej rozpoczęła, w roku 1901, studia przyrodnicze na paryskiej Sorbonie. Tam poznała studenta historii Marcelego Szarotę i wkrótce go poślubiła. Niedługo potem porzuciła studia, by poświęcić się pisarstwu. W roku 1904 wydała pod pseudonimem „Ire ad Sol” swój pierwszy utwór w języku polskim Głód życia. W tym samym roku urodziła córkę Elidę Marię, a w roku 1906 syna Ralfa.  
W roku 1908 rozpoczęła studia aktorskie w seminarium Maxa Reinhardta w Berlinie. Została zaangażowana do teatru we Wrocławiu, potem w roku 1912 do teatru Schauspielhaus w Berlinie. W tym czasie była już po rozwodzie, jej dzieci wychowywały się u babki we Wrocławiu. 
W roku 1912 ukazał się pierwszy tom jej poezji pod tytułem Die Oktave w berlińskim wydawnictwie Egon Fleischel u. Co. Kolejny tom zatytułowany Der Rauch des Opfers: Ein Frauenbuch zum Kriege (pol. Dym ofiarny. Kobieca księga wojny) ukazał się w wydawnictwie Eugena Diederichsa w Jenie. Sukces tego dzieła skłonił ją do rezygnacji z aktorstwa i poświęcenia się całkowicie literaturze. 
Początkowo jej utwory sceniczne nie ukazywały się na scenach, dopiero dramat „Josef“ ukazał się na scenie w marcu 1929 w Dortmundzie i w miesiąc później w Berlinie. Ten dramat wzywał do zniesienia kary śmierci i piętnował bezprawie w Republice Weimarskiej. Jego tematem była sprawa robotnika rolnego Jakubowskiego, straconego w roku 1926 na podstawie fałszywego oskarżenia. Następny dramat „Zeitungsnotizen” (Notatki prasowe) zajmował się sprawą fali samobójstw na początku lat trzydziestych XX wieku. 
Po przejęciu władzy przez Hitlera 1933 była dwukrotnie aresztowana, wychodziła na wolność po interwencji polskiego konsula. Wyemigrowała do Paryża, potem do Londynu.
Zmarła 21 lipca 1937 w Bernie po przebytej operacji w jednym ze szwajcarskich sanatoriów.

## Życie prywatne
Była żoną polskiego dziennikarza i dyplomaty Marcelego Szaroty (1876−1951).

## Dzieła
- Głód życia (opowiadania) Warszawa: Księgarnia Naukowa, 1904.
- Die Oktave. (wiersze) Berlin: Egon Fleischel u. Co., 1912.
- Der Rauch des Opfers: Ein Frauenbuch zum Kriege. Jena: Diederichs, 1916.
- März: Dramatische Bilderfolge aus dem Jahre 48. Strassburg: J. H. E. Heitz, 1928.
- Katharina: Ein Stück Welttheater: 14 Bilder mit einem Vorspiel. Berlin: Oesterheld, 1929.
- Dramaty. Sprawa Jakubowskiego. Doniesienia drobne, wstęp i oprac. J. Hernik Spalińska, Warszawa 2005.
- Dramaty Josef, MinusxMinus=Plus!, Zeitungsnotizen, oprac. Agnes Trapp, München 2009.
- Głód życia, wstęp i oprac. A. Dżabagina, Gdańsk 2016.